# Conda (gestor de paquetes)
Conda es un gestor de paquetes y un sistema de gestión de entornos de código abierto, multiplataforma y de lenguaje agnóstico. Está publicado bajo la licencia BSD por Continuum Analytics.
Está escrito en el lenguaje de programación Python, pero puede gestionar proyectos que contengan código escrito en otros lenguajes, como R, así como proyecto multilenguaje. Conda puede instalar la versión de Python que se necesite en el entorno de desarrollo, al contrario que otros gestores de paquetes basados en Python, como pip o wheel.
Cuenta con «canales» (channels), que son las ubicaciones de los repositorios en los que Conda busca paquetes. Debido a que los canales se organizan jerárquicamente, al instalar un paquete Conda comprobará qué canal tiene el mayor índice de prioridad; este orden de prioridad se puede cambiar, así como también añadir nuevos canales. Los canales que se establecen por defecto son los repositorios de Continuum. Existen canales más generales, que ofrecen una amplia gama de paquetes, como conda-forge; y otros más específicos, como Bioconda, que proporciona paquetes especializados en bioinformática.
Conda está incluido en todas las versiones de Anaconda, Miniconda y Anaconda Repository.